# Conejo Blanco
El Conejo Blanco es un personaje ficticio del libro Las aventuras de Alicia en el país de las maravillas, escrito por Lewis Carroll. Aparece al principio del libro, en el capítulo uno, vistiendo un chaleco, y murmurando que llega demasiado tarde a su destino. Es entonces cuando Alicia lo sigue hasta la madriguera que lleva hasta el País de las Maravillas. Alicia se reencuentra con él más adelante, cuando este la confunde con su criada Mary Ann y la envía hasta su casa para hacer una búsqueda. Es entonces cuando Alicia bebe de una botella que la hace crecer demasiado, hasta tal punto que queda atrapada en la casa del Conejo. Este personaje vuelve a aparecer en los últimos capítulos, como heraldo del Rey y de la Reina de Corazones.

## Cultura popular
En la cultura popular, el Conejo Blanco se ha convertido en un símbolo, donde seguir al Conejo Blanco describe el acto de seguir a algo o a alguien ciegamente, y cuya persecución desemboca en aventuras y descubrimientos. Esta metáfora ha sido utilizada numerosas veces en la literatura, el teatro, el cine y la televisión.
Esto se puede ver en películas como Matrix, Lucía y el sexo  o Donnie Darko o en series como Lost.
La banda Jefferson Airplane (Banda pionera del movimiento psicodélico influenciado por el LSD) tiene un tema titulado "White Rabbit" (inspirado por el LSD, el Bolero de Ravel y Alicia en el País de las Maravillas de Lewis Carroll). El momento en que tocan dicho tema en su presentación en Woodstock es considerada por algunos como uno de los momentos más memorables de la historia del rock .
Por otro lado, en el popular anime Kuroshitsuji, en la primera OVA de la segunda temporada titulada "Ciel in wonderland"; el personaje del conejo blanco es representado por Sebastian Michaels, también en el episodio OVA de Code Geass Nunnally in Wonderland este personaje es interpretado por Anya Alstreim.